# 頭頓-崑島特區
頭頓-崑島特區（越南语：／）是越南1979年至1991年之間的一個省級政區單位，位於越南東南部，與同奈省相連。
頭頓-崑島特區成立之前，分為大陸上的頭頓和南海中的崑島兩個部分。頭頓市社屬於同奈省，崑島縣屬於後江省。
1979年5月30日，越南國會為了提振經濟，通過了設立頭頓-崑島特區的決議。決議規定，同奈省頭頓市社、周城縣隆山社和後江省崑島縣劃歸特區管轄，特區內實行新的經濟政策。12月10日，越南政府公佈438-CP號決議，特區行政區劃分為特區和郡兩級。後來，崑島縣按規定改制成崑島郡，但原頭頓市社並沒有成立郡級政府組織，而是分為5坊1社：周城坊、勝一坊、勝二坊、勝三坊、福勝坊、隆山社，由特區直轄。
1986年5月14日，周城坊和勝三坊第4組合併成立第一坊和第四坊；勝二坊、勝一坊第33組和勝三坊第5組合併成立第五坊、第六坊、第七坊和第九坊；勝三坊分設為第二坊、第三坊和第八坊；勝一坊改名為第十坊；福勝坊改名為第十一坊。特區全轄共11坊1社1郡。。
1991年8月12日，越南政府決定成立巴地頭頓省。頭頓-崑島特區併入巴地頭頓省，特區11坊1社成立頭頓市，崑島郡改制為崑島縣。